# Deutsch & Bonnet

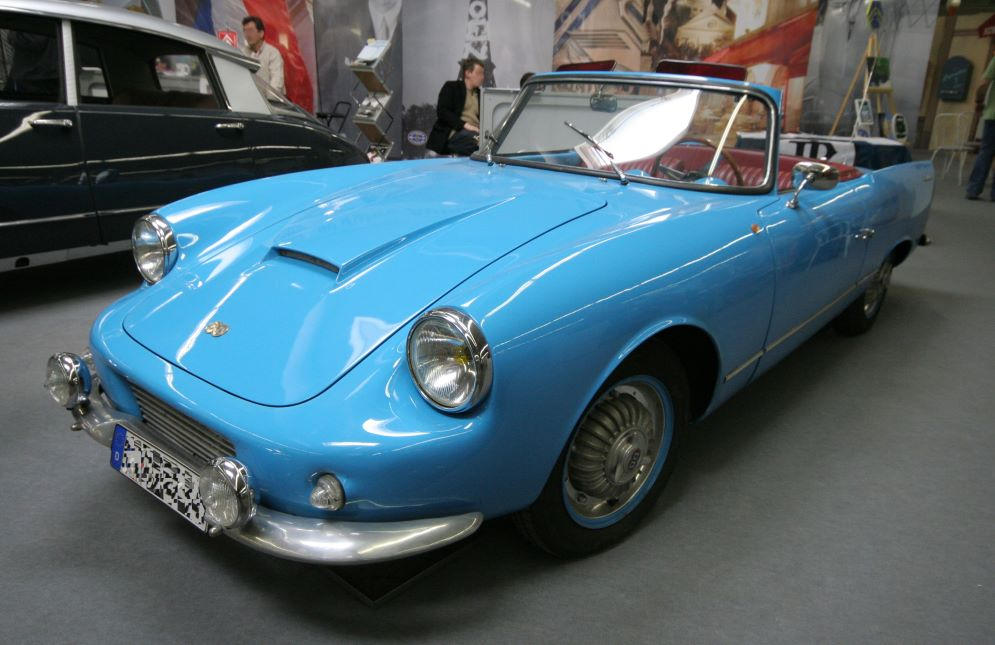
Panhard DB Le Mans 1960

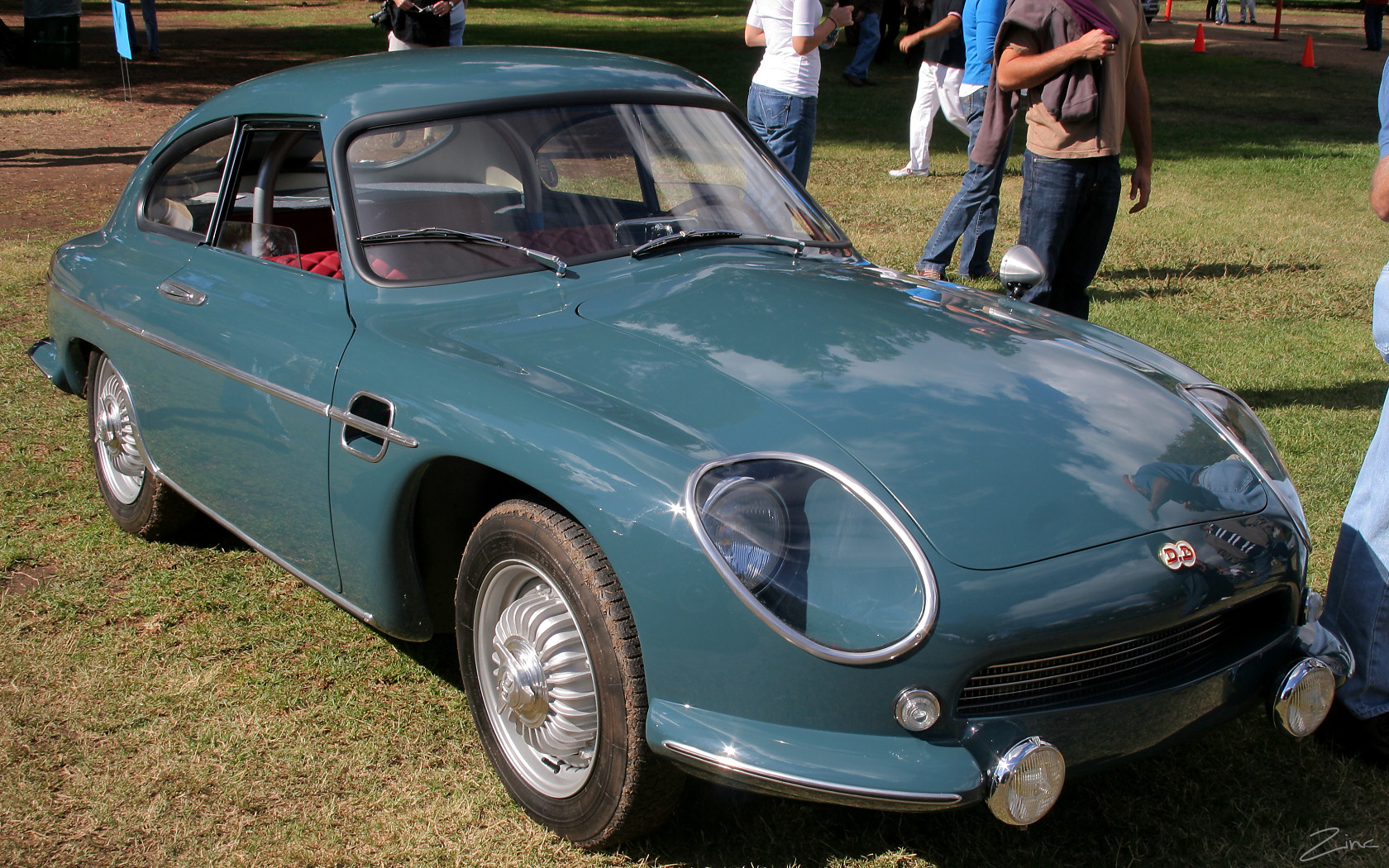
DB HBR5 von 1959

Automobiles D.B., auch Deutsch & Bonnet und Deutsch et Bonnet genannt, war ein französischer Hersteller von Automobilen.

## Unternehmensgeschichte
Charles Deutsch erbte eine Automobilwerkstatt von seinem Vater und verkaufte sie 1932 an René Bonnet. 1938 gründeten sie gemeinsam in Champigny-sur-Marne das Unternehmen Automobiles D.B. zur Automobilproduktion. Eine Quelle gibt an, dass Deutsch nur inoffiziell beteiligt war, da er als Beamter kein Recht auf die Beteiligung an einem Unternehmen hatte. Die Markennamen lauteten D.B. und Deutsch & Bonnet. Erst nach dem Zweiten Weltkrieg entstanden Straßenfahrzeuge. 1961 trennten sich die Partner und lösten das Unternehmen auf. Deutsch gründete daraufhin Automobiles Charles Deutsch und Bonnet Automobiles René Bonnet.

## Fahrzeuge
Das Unternehmen stellte leichte Sportwagen mit GFK-Karosserien her, die meist von Panhard-Boxermotoren angetrieben waren. DB beteiligte sich intensiv an Wettbewerben, insbesondere den 24 Stunden von Le Mans. Charles Deutsch konstruierte einige Karosserien mit sehr effektiver Aerodynamik, die den DB-Rennwagen trotz ihres kleinen Panhard-Boxermotors zu hohen Endgeschwindigkeiten verhalfen.
Deutsch und Bonnet lagen in stetiger Diskussion darüber, ob sie Fahrzeuge mit Frontantrieb oder mit Mittelmotor bauen sollten.